# Eusebio Bardají Azara
Eusebio Bardají y Azara (Graus, 19 dicembre 1776 – Huete, 7 marzo 1842) è stato un politico e diplomatico spagnolo, primo ministro spagnolo dal 18 ottobre al 16 dicembre 1837.

## Biografia
Completa gli studi in giurisprudenza a Saragozza, proseguendoli a Bologna, presso il Collegio di Spagna. Intraprende la carriera di diplomatico proprio nella città italiana, per poi seguire lo zio, José Nicolás de Azara, a Parigi. Sostenne attivamente Pio VII, prigioniero di Napoleone a Fontainebleau, ricevendo anche l'appoggio in questo da parte del cardinale Lorenzana.
Fu segretario presso l'ambasciata spagnola a Vienna a partire dal 1800, ricoprendo in seguito la carica di ministro plenipotenziario per conto del governo di Carlo IV. Quando scoppiò la guerra d'indipendenza, fece ritorno in Spagna e divenne membro delle cortes di Cadice come loro primo segretario. Ricoprì ad interim il ruolo di Segretario della Guerra e delle Finanze per poi essere assegnato a Lisbona e poi alla corte di San Pietroburgo come inviato straordinario presso lo zar, anche se non ricoprì tale carica.
Con Ferdinando VII sul trono tornò alla carriera diplomatica, dirigendo le missioni di Torino e, per breve tempo, di Parigi. Nell'ambito della sua missione diplomatica a Torino, prese possesso del Ducato di Lucca il 22 novembre 1817 come commissario regio nominato dalla sovrana, Maria Luisa di Borbone, sorella del monarca spagnolo.
Tornato in Spagna, assunse la carica di Segretario di Stato nel governo liberale (4 marzo 1821 - 8 gennaio 1822). Quando l'assolutismo fu restaurato, fu esiliato a Huete (Cuenca).
Successivamente entrò a far parte del cosiddetto Estamento de Próceres creato da Martínez de la Rosa; una volta soppresso questo incarico, venne nominato senatore per la provincia di Cuenca. Fu Ministro di Stato dal 18 agosto al 16 dicembre 1837 e Presidente del Consiglio dei ministri dal 18 ottobre (ad interim dal 18 agosto) al 16 dicembre 1837, dopodiché si ritirò dalla politica.
Fu membro della Massoneria.